# Venta Silurum
Venta Silurum fue una ciudad de la provincia romana de Britania Romana (más tarde Britania Prima). Su establecimiento data del año 75, como centro administrativo, tras la derrota de los silures, tribu de Gales.
Sus ruinas se encuentran en Caerwent, en el condado de Monmouthshire, en el sudeste de Gales. La mayor parte del sitio ha sido excavado y su contenido arqueológico se encuentra expuesto al público.